# Rhizopsammia goesi
Espèce
Synonymes
- Dendrophyllia goesi Lindstrom, 1877[1]

Statut CITES
Rhizopsammia goesi est une espèce de coraux de la famille des Dendrophylliidae.

## Publication originale
- Lindström, 1877 : Contributions to the Actinology of the Atlantic Ocean. pp. 9-10 (en).